# Група армии Курландия
Група армии „Курландия“ (на немски: Heeresgruppe Kurland) е немско войсково съединение. Създадено е с преименуването на група армии „Север“ през януари 1945 г. На 20 октомври 1944 г. Адолф Хитлер заповядва на формацията да заеме защитна позиция на полуостров Курландия, където остава до май 1945 г.
По време на седемте месеца изолация съветските войски осъществяват шест настъпления в опит да унищожат германските 16-а и 18-а армия и да пленят пристанището Либау, през което получават продоволствия. Те са неуспешни, а в полза на немските войници са лошото време, трудния терен и сравнително високата концентрация на войски.
Адолф Хитлер пренебрегва предложенията на Хайнц Гудериан за изтегляне на войските. По време на изолацията са изтеглени едва дузина дивизии.
Към края на 1944 г. група армии „Курландия“ ангажира близо 150 съветски дивизии, но до средата на януари 1945 г. приблизително половината от тях са изтеглени.
На 8 май 1945 г. германски военноморски кораби евакуират около 25 000 войника, но по-късно същия ден приблизително 200 000 се предават на съветските войски.